# Portada/efemèride novembre 12
Marie-Jeanne L'Héritier de Villandon
« 11 de novembre · 12 de novembre · 13 de novembre »